# 小行星100050
小行星100050（100050 Carloshernandez）是一颗绕太阳运转的小行星，为主小行星带小行星。该小行星于1991年10月19日发现。
該小行星以發現者安德魯·洛（Andrew Lowe）的姪子卡洛斯·R·赫爾南德斯（Carlos R. Hernandez）命名。

## 轨道参数
小行星100050的轨道半长轴为388 832 885 km，2.5991503 UA，离心率为0.214。